# گورستان نفت خانی
گورستان نفت خانی مربوط به دوران پیش از تاریخ ایران باستان است و در شهرستان املش، بخش رانکوه، روستای دیماجانکش واقع شده و این اثر در تاریخ ۲ آبان ۱۳۸۲ با شمارهٔ ثبت ۱۰۶۴۳ به‌عنوان یکی از آثار ملی ایران به ثبت رسیده است.